# لوئیجی بکالی
لوئیجی بکالی (ایتالیایی: Luigi Beccali؛ ۱۹ نوامبر ۱۹۰۷ – ۲۹ اوت ۱۹۹۰) دونده اهل ایتالیا بود.
وی در مسابقات کشوری و بین‌المللی در مجموع برندهٔ ۲ مدال طلا، ۲ مدال برنز شده‌است.